# Csuan-hszü
Csuan-hszü (Zhuanxu) (más néven: Kao-jang (Gaoyang) 高陽 / 高阳) az ókori kínai mitológia egyik legendás uralkodója, a Sárga Császár unokája, vagy egyes források szerint dédunokája. A történetírói hagyomány a legendás „öt császár” egyikének tartja, és alakjáról mint ideális uralkodóról emlékezik meg.

## Neve
Csuan-hszü (Zhuanxu) nevének jelentés máig nem pontosan tisztázott, ezzel kapcsolatban több álláspont is létezik. A legkorábbi magyarázat szerint, amely az i. sz. 100-ban összeállított Suo-ven csie-ce (Shuowen jiezi)ben olvasható, a csuan-hszü (zhuanxu) szóösszetétel jelentése: „óvatos arc”, amely a rájellemző arckifejezésre utal, amit apjától örökölt. Egy másik korai magyarázat szerint a neve egyszerűen csak azt jelenti, hogy „ősatya”. Egy harmadik változat szerint a név úgy értelmezendő, hogy „igaz ember”, vagyis az az ember, aki az igaz utat követi. Todzso Akijaszu japán tudós véleménye szerint pedig a csuan-hszü (zhuanxu) kifejezés azt jelenti, hogy „olyan sima fejű, mintha csak jádéből csiszolták volna”, ami a bölcsesség, a bölcsek ismertető jegye.

## Alakja
Egyes források szerint Csuan-hszü (Zhuanxu) csodálatos körülmények között, egy csillag fényétől született, amely szivárványként elhatolt egészen a Holdig. Más források szerint pajzzsal és lándzsával a fején született. A szovjet-orosz tudós, Riftyin szerint nem zárható ki, hogy a Csuan-hszü (Zhuanxu) születésében megjelenő szivárvány motívum arra utal, hogy az ősatya a totemsárkány szülötte, hiszen a hagyományos kínai elképzelés szerint a szivárvány valójában egy sárkány, melynek mindkét végén fej van.
Az i. e. 3. században keletkezett Lü mester Tavaszok és ősze (Lü-si Csun-csiu (Lüshi Chungqiu) 《呂氏春秋》) szerint Csuan-hszü (Zhuanxu) tízéves koráig Sao-hao (Shaohao)val együtt nevelkedett, majd húszévesen trónra került, és 78 éven át bölcsen uralkodott. A mitológiai hagyomány szerint a víz elem oltalma alatt, a víz mágikus elemével kormányzott, a hivatali tisztségeket pedig a folyó nevei után nevezte el. (A Sárga Császár ugyanezt a felhők nevei után tette, és ő a föld elem oltalma alatt kormányozta népét.)
Csung (Zhong) 重 szellemet azzal bízta meg, hogy kormányozza a déli égtájat, az eget és a szellemeket; Li 黎 szellemet az északi égtáj, a föld és az emberek kormányzását bízta. Ennek volt köszönhető, hogy az emberek és az istenek nem keveredhettek össze, s így mindenütt rend uralkodott. Csuan-hszü (Zhuanxu) megparancsolta továbbá Csung (Zhong)nak és Linek, hogy szakítsák meg az ég és a föld között eladdig meglévő kapcsolatot, hogy az emberek többé ne emelkedhessenek fel az égbe.
Csuan-hszü (Zhuanxu) volt az, aki Fej-lung (Feilong)ot 飛龍(„repülő sárkány”) azzal bízta meg, hogy a nyolc égtáj szeleinek hangját utánozva alkosson a Magasságos Úrnak bemutatandó szertartásokhoz illő új zenéket és dallamokat.
A Huaj-nan-ce (Huainanzi) arról tudósít, hogy Csuan-hszü (Zhuanxu) háborút viselt a vizek istenével, Kung-kung (Gonggong)gal. Más források szerint Csuan-hszü (Zhuanxu) ellenségei a kilenc li (csiu-li (jiuli) 九黎) és a miao  妙 törzs volt.
A hagyomány Csuan-hszü (Zhuanxu)nek tulajdonít egy időszámítási rendszer, az úgy nevezett „Csuan-hszü (Zhuanxu) naptár” megalkotását is.
Szabályozta továbbá a nők helyét a társadalomban, és az ő idején vezették be a vérfertőzés bűnét elkövetők megbüntetését is.
A források szerint több utódja is volt, három fián kívül, például a háromarcúak és a félkezűek törzse is az ő leszármazottai, Peng-cu (Pengzu), a „kínai matuzsálem”, aki a hagyomány szerint 800 évig élt, az ő dédunokája volt.